# Szábit-számok
A számelmélet területén a Thabit-számok, Szábit-számok, Szábit ibn Kurra-számok vagy 321-számok olyan egész számok, melyek felírhatók {\displaystyle 3\cdot 2^{n}-1} alakban, ahol n természetes szám.
Az első néhány Szábit-szám:
2, 5, 11, 23, 47, 95, 191, 383, 767, 1535, 3071, 6143, 12287, 24575, 49151, 98303, 196607, 393215, 786431, 1572863, ... (A055010 sorozat az OEIS-ben)
A 9. századi szábeus muszlim tudós, műfordító, matematikus, csillagász, asztrológus és történetíró Szábit ibn Kurra foglalkozott elsőként a 321-számokkal és barátságos számokkal való kapcsolatukkal.

## Tulajdonságok
A 3·2n−1 Szábit-szám kettes számrendszerben n+2 számjegy hosszú, egy „10”-ből és n darab 1-esből áll.
Az első néhány Szábit-szám, ami egyben prímszám is (Thabit-prímek, Szábit-prímek vagy 321-prímek):
2, 5, 11, 23, 47, 191, 383, 6143, 786431, 51539607551, 824633720831, ... (A007505 sorozat az OEIS-ben)
2015. novemberi adat szerint 62 Szábit-prím ismeretes. A hozzájuk tartozó n értékek:
0, 1, 2, 3, 4, 6, 7, 11, 18, 34, 38, 43, 55, 64, 76, 94, 103, 143, 206, 216, 306, 324, 391, 458, 470, 827, 1274, 3276, 4204, 5134, 7559, 12676, 14898, 18123, 18819, 25690, 26459, 41628, 51387, 71783, 80330, 85687, 88171, 97063, 123630, 155930, 164987, 234760, 414840, 584995, 702038, 727699, 992700, 1201046, 1232255, 2312734, 3136255, 4235414, 6090515, 11484018, 11731850, 11895718, ... (A002235 sorozat az OEIS-ben)
Az n≥234760 értékekhez tartozó prímszámokat a 321 search elosztott számítási projekt találta meg. A legnagyobb ezek közül, a 3·211895718−1 3 580 969 számjegy hosszúságú és 2015 júniusában találták meg.
2008-ban a Primegrid vette át a Szábit-prímek keresésének feladatát. Jelenleg is folyik a keresés, ami az összes ismert n ≥ 4235414 Szábit-prímet ők találták meg. Keresik a 3·2n+1 alakú prímeket is, ezeket másodfajú Szábit-prímeknek vagy másodfajú 321-prímeknek nevezik (Thabit primes of the second kind / 321 primes of the second kind).
Az első néhány másodfajú Szábit-szám a következő:
4, 7, 13, 25, 49, 97, 193, 385, 769, 1537, 3073, 6145, 12289, 24577, 49153, 98305, 196609, 393217, 786433, 1572865, ... (A181565 sorozat az OEIS-ben)
Az első néhány másodfajú Szábit-prím pedig:
7, 13, 97, 193, 769, 12289, 786433, 3221225473, 206158430209, 6597069766657, 221360928884514619393, ... (A039687 sorozat az OEIS-ben)
A hozzájuk tartozó n értékek:
1, 2, 5, 6, 8, 12, 18, 30, 36, 41, 66, 189, 201, 209, 276, 353, 408, 438, 534, 2208, 2816, 3168, 3189, 3912, 20909, 34350, 42294, 42665, 44685, 48150, 54792, 55182, 59973, 80190, 157169, 213321, 303093, 362765, 382449, 709968, 801978, 916773, 1832496, 2145353, 2291610, 2478785, 5082306, 7033641, 10829346, ... (A002253 sorozat az OEIS-ben)

## A barátságos számokkal való kapcsolatuk
Amikor n és n−1 is (elsőfajú) Thabit-prímet ad, valamint {\displaystyle 9\cdot 2^{2n-1}-1} is prímszám, a következő módon lehet barátságos számpárt előállítani:
{\displaystyle 2^{n}(3\cdot 2^{n-1}-1)(3\cdot 2^{n}-1)} és {\displaystyle 2^{n}(9\cdot 2^{2n-1}-1).}
Például n = 2-ből adódik a 11 Thabit-prím, n−1 = 1-ből pedig az 5 Thabit-prím, a harmadik kifejezés 71-et ad eredményül, ami szintén prím. Ekkor 22=4, ami megszorozva 5-tel, illetve 11-gyel a 220 és 284 barátságos számokat eredményezi, melyek osztóösszege egymást eredményezi.
A feltételeket kielégítő n számok közül csak hármat ismerünk, ezek a 2, 4 és 7, melyek n szerint a 11, 47 és 383 Thabit-prímeknek felelnek meg, n−1 szerint pedig az 5, 23 és 191 -nek, a harmadik tagok pedig rendre 71, 1151 és 73727. Az ezekből kiszámított barátságos számpárok pedig: (220, 284), (17296, 18416) és (9363584, 9437056).

## Általánosítása
Ha b ≥ 2, akkor egy b alapú Szábit-szám egy (b+1) · bn − 1 alakú szám, ahol n természetes szám. Ugyanígy, ha b ≥ 2, akkor egy b alapú másodfajú Szábit-szám egy (b+1) · bn + 1 alakú szám, ahol n természetes szám.
A Williams-számok szintén a Szábit-számok általánosításai. Ha b ≥ 2, akkor egy b alapú Williams-szám egy (b−1) · bn − 1 alakú szám, ahol n természetes szám. Ugyanígy, ha b ≥ 2, akkor egy b alapú másodfajú Williams-szám egy (b−1) · bn + 1 alakú szám, ahol n természetes szám.
Ha egy b alapú Szábit-szám prímszám, akkor b alapú Szábit-prím a neve. Hasonlóan, ha egy b alapú Williams-szám prímszám, akkor az egy b alapú Williams-prím.
Minden p prím egy p alapú elsőfajú Szábit-prím, valamint p+2 alapú elsőfajú Williams-prím, és ha p alapú másodfajú Williams-prím; ha pedig p ≥ 5, akkor p p−2 alapú másodfajú Szábit-prím is egyben.
Az a sejtés, hogy minden b ≥ 2 egész számhoz végtelen sok b alapú elsőfajú Szábit-prím, végtelen sok b alapú elsőfajú Williams-prím és végtelen sok b alapú másodfajú Williams-prím tartozik; továbbá minden b ≥ 2 egészre, ami nem kongruens 1 modulo 3, végtelen sok b alapú másodfajú Szábit-prím létezik (Ha b ≡ 1 (3), akkor minden b alapú másodfajú Szábit-szám osztható 3-mal és >3, hiszen b ≥ 2, ezért ilyen b alapokra nem léteznek másodfajú Szábit-prímek)
A másodfajú Szábit-prímek kitevője nem lehet kongruens 1-gyel modulo 3 (kivéve magát az 1-et), az elsőfajú Williams-prímek kitevője nem lehet kongruens 4-gyel modulo 6, és a másodfajú Williams-prímek kitevője nem lehet kongruens 1-gyel modulo 6 (magát az 1-et kivéve), mert a keletkező polinom felbontható. (Ha n ≡ 1 mod 3, akkor (b+1) · bn + 1 osztható b2 + b + 1-gyel; ha n ≡ 4 mod 6, akkor (b−1) · bn − 1 osztható b2 − b + 1-gyel; és ha n ≡ 1 mod 6, akkor (b−1) · bn + 1 osztható b2 − b + 1-gyel) Minden más esetben a b számhoz irreducibilis polinom tartozik, tehát ha a Bunyakovszkij-sejtés igaznak bizonyul, akkor végtelen sok olyan b alap van, hogy a hozzájuk tartozó számok (a feltételeknek eleget tevő fix n kitevőre) prímek. ((b+1) · bn − 1 irreducibilis minden n természetes számra, tehát ha a Bunyakovszkij-sejtés igaz, akkor végtelen sok olyan b alap van, amire (fix n kitevőre) prímszámot ad)
| b  | n számok, melyekre (b+1) · bn − 1 prím (b alapú elsőfajú Szábit-prím) | n számok, melyekre (b+1) · bn + 1 prím (b alapú másodfajú Szábit-prím) | n számok, melyekre (b−1) · bn − 1 prím (b alapú elsőfajú Williams-prím) | n számok, melyekre (b−1) · bn + 1 prím (b alapú másodfajú Williams-prím) |
| 2  | (A002235 sorozat az OEIS-ben)                                         | (A002253 sorozat az OEIS-ben)                                          | (A000043 sorozat az OEIS-ben)                                           | 0, 1, 2, 4, 8, 16, ... (lásd Fermat-prím)                                |
| 3  | (A005540 sorozat az OEIS-ben)                                         | (A005537 sorozat az OEIS-ben)                                          | (A003307 sorozat az OEIS-ben)                                           | (A003306 sorozat az OEIS-ben)                                            |
| 4  | a páros tagok fele itt: (A001770 sorozat az OEIS-ben)                 | (egyik sem)                                                            | a páros tagok fele itt: (A002235 sorozat az OEIS-ben)                   | a páros tagok fele itt: (A002253 sorozat az OEIS-ben)                    |
| 5  | (A257790 sorozat az OEIS-ben)                                         | (A143279 sorozat az OEIS-ben)                                          | (A046865 sorozat az OEIS-ben)                                           | (A204322 sorozat az OEIS-ben)                                            |
| 6  | 1, 2, 3, 13, 21, 28, 30, 32, 36, 48, 52, 76, ...                      | 1, 6, 17, 38, 50, 80, 207, 236, 264, ...                               | (A079906 sorozat az OEIS-ben)                                           | (A247260 sorozat az OEIS-ben)                                            |
| 7  | 0, 4, 7, 10, 14, 23, 59, ...                                          | (egyik sem)                                                            | (A046866 sorozat az OEIS-ben)                                           | (A245241 sorozat az OEIS-ben)                                            |
| 8  | a 3-mal osztható tagok harmada itt: (A002236 sorozat az OEIS-ben)     | a 3-mal osztható tagok harmada itt: (A002256 sorozat az OEIS-ben)      | a 3-mal osztható tagok harmada itt: (A001771 sorozat az OEIS-ben)       | a 3-mal osztható tagok harmada itt: (A032353 sorozat az OEIS-ben)        |
| 9  | a páros tagok fele itt: (A005542 sorozat az OEIS-ben)                 | a páros tagok fele itt: (A005539 sorozat az OEIS-ben)                  | a páros tagok fele itt: (A005541 sorozat az OEIS-ben)                   | a páros tagok fele itt: (A005538 sorozat az OEIS-ben)                    |
| 10 | (A111391 sorozat az OEIS-ben)                                         | (egyik sem)                                                            | (A056725 sorozat az OEIS-ben)                                           | (A056797 sorozat az OEIS-ben)                                            |
| 11 | 0, 1, 2, 3, 4, 11, 13, 22, 27, 48, 51, 103, 147, 280, ...             | 0, 2, 3, 6, 8, 138, 149, 222, ...                                      | (A046867 sorozat az OEIS-ben)                                           | (A057462 sorozat az OEIS-ben)                                            |
| 12 | 2, 6, 11, 66, 196, ...                                                | 1, 2, 8, 9, 17, 26, 62, 86, 152, ...                                   | (A079907 sorozat az OEIS-ben)                                           | (A251259 sorozat az OEIS-ben)                                            |

A legkisebb k ≥ 1, amire (n+1) · nk − 1 prím: (kezdve n = 2-vel)
1, 1, 1, 1, 1, 4, 1, 1, 1, 1, 2, 1, 2, 1, 1, 4, 3, 1, 1, 1, 2, 7, 1, 2, 1, 2, 1, 2, 1, 1, 2, 4, 2, 1, 2, 2, 1, 1, 2, 1, 8, 3, 1, 1, 1, 2, 1, 2, 1, 5, 3, 1, 1, 1, 1, 3, 3, 1, 1, 5, 2, 1483, 1, 1, 1, 24, 1, 2, 1, 2, 6, ...
A legkisebb k ≥ 1, amire (n+1) · nk + 1 prím: (kezdve n = 2-vel, 0 ha nem létezik ilyen k)
1, 1, 0, 1, 1, 0, 1, 2, 0, 2, 1, 0, 1, 1, 0, 1, 9, 0, 1, 1, 0, 2, 1, 0, 2, 1, 0, 5, 2, 0, 5, 1, 0, 2, 3, 0, 1, 3, 0, 1, 2, 0, 2, 2, 0, 2, 6, 0, 1, 183, 0, 2, 1, 0, 2, 1, 0, 1, 21, 0, 1, 185, 0, 3, 1, 0, 2, 1, 0, 1, 120, ...
A legkisebb k ≥ 1, amire (n−1) · nk − 1 prím: (kezdve n = 2-vel)
2, 1, 1, 1, 1, 1, 3, 1, 1, 1, 1, 2, 1, 14, 1, 1, 2, 6, 1, 1, 1, 55, 12, 1, 133, 1, 20, 1, 2, 1, 1, 2, 15, 3, 1, 7, 136221, 1, 1, 7, 1, 7, 7, 1, 1, 1, 2, 1, 25, 1, 5, 3, 1, 1, 1, 1, 2, 3, 1, 1, 899, 3, 11, 1, 1, 1, 63, 1, 13, 1, 25, ...
A legkisebb k ≥ 1, amire (n−1) · nk + 1 prím: (kezdve n = 2-vel)
1, 1, 1, 2, 1, 1, 2, 1, 3, 10, 3, 1, 2, 1, 1, 4, 1, 29, 14, 1, 1, 14, 2, 1, 2, 4, 1, 2, 4, 5, 12, 2, 1, 2, 2, 9, 16, 1, 2, 80, 1, 2, 4, 2, 3, 16, 2, 2, 2, 1, 15, 960, 15, 1, 4, 3, 1, 14, 1, 6, 20, 1, 3, 946, 6, 1, 18, 10, 1, 4, 1, ...